# Ectoneura verticalis
Ectoneura verticalis är en kackerlacksart som beskrevs av Morgan Hebard 1943. Ectoneura verticalis ingår i släktet Ectoneura och familjen småkackerlackor. Inga underarter finns listade i Catalogue of Life.